# Alianza franco-mongola
La Alianza Franco-Mongola fue el objetivo de varios esfuerzos diplomáticos entre las cortes de Europa y el Imperio mongol (principalmente el Ilkanato) en los siglos XIII y XIV, empezando en el tiempo de la Séptima Cruzada. Unidos contra los musulmanes (principalmente los mamelucos), los mongoles (mayormente budistas) y los francos (término aplicado a todos las personas del oeste de Europa, pero especialmente los asociados con los Estados Cruzados, mayormente cristianos) fueron por poco tiempo exitosos contra el enemigo común.
La alianza estaba destinada al fracaso desde el principio y el cambio de políticas en el Oriente Próximo selló su destino.
Hubo numerosos intercambios de cartas, presentes, y emisarios entre los mongoles y los europeos, así como ofertas para varios tipos de cooperación. Pocos de los intentos resultaron concretados, aunque hubo unas pocas acciones militares coordinadas. Los éxitos más importantes ocurrieron en 1260, cuando casi todos los estados musulmanes en Siria fueron conquistados por un corto tiempo por las fuerzas mongolas y por las del Reino armenio de Cilicia, el principado de Antioquía y el Condado de Trípoli. Sin embargo, cuando los mongoles se tuvieron que retirar por motivos internos, los cruzados firmaron un tratado de paz con los mamelucos, permitiéndoles obtener uno de sus mayores éxitos frente a los mongoles en la batalla de Ain Yalut.
Los mongoles invadieron Siria de nuevo entre 1281 y 1312, a veces en alianza con los cristianos, que no aprovecharon muy bien la oportunidad, enviando sus fuerzas meses después, lo que dificultaba acciones en conjunto. Al final, los intentos de alianza dieron poco fruto: todo acabó con la conquista de los mamelucos de toda Palestina y con la evacuación en 1303 de todos los mongoles y los francos de ese territorio.

## Cristianismo entre los mongoles

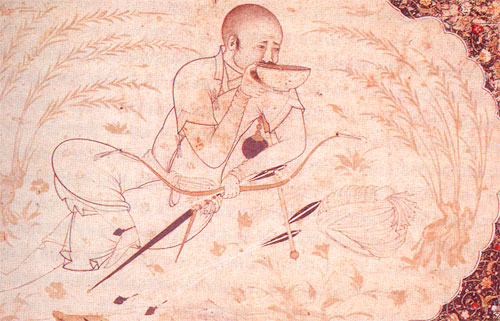
El ilkan Hulagu, aliado de los cristianos.

Generalmente, los mongoles fueron tolerantes con casi todas las religiones, y normalmente practicaban varias al mismo tiempo, aunque durante el siglo XIII el chamanismo, el budismo y el cristianismo (especialmente el cristianismo nestoriano)  eran las más populares. Cuando Temüjin, un chamanista que más tarde sería coronado como Gengis Kan, firmó el Convenio de Bajluna con 17 de sus compañías, varias de ellas eran cristianas. Varias tribus mongolas, como los Keraitas, los Merkit y los Naimanos eran nestorianos. Todos los hijos de Gengis Kan tuvieron esposas cristianas, que cuando los hombres estaban lejos de Mongolia combatiendo, tomaban el mando del imperio. Bajo Möngke, un nieto de Gengis Kan, la principal influencia religiosa la ejercían los nestorianos. Möngke probablemente recibió el bautismo de un sacerdote armenio, aunque él era budista.
Otros mongoles, como Berke, otro nieto de Gengis Kan, favorecían al islam, causando guerras con otros kanatos mongoles. Sin embargo, en el siglo XIII el Ilkanato tenía excelentes relaciones con los cristianos. Otro nieto de Gengis Kan llamado Hulagu, aunque era chamanista, siempre fue tolerante con los cristianos, ya que su madre, su esposa, y varios de sus más cercanos colaboradores eran cristianos. Cuando invadió Siria, Hulagu aceptó la petición de su esposa, que le pidió que no atacara a los cristianos. Las alianzas matrimoniales con las potencias europeas también ocurrieron, en 1265 el hijo de Hulagu, Abaqa, que era budista, se casó con la hija del emperador bizantino Miguel VII.

## Primeros contactos (1209-1244)

Gengis Kan (1162-1227).

Entre los europeos, había leyendas de que un gran aliado cristiano vendría "desde el este". Estas leyendas circulaban en tiempos de la Quinta Cruzada, y cobraron popularidad después de la derrota de los cristianos. Esto resultó en la creación de una figura legendaria conocida como Preste Juan. La leyenda creció cuando personas que vinieron del lejano oriente fueron recibidas con honores pensando que eran los héroes cristianos que vendrían a salvar a la cristiandad. Por ejemplo, en 1210 llegaron a Europa noticias de las batallas del mongol Kuchlug, líder de la cristiana tribu de Naiman, contra el poderoso Imperio corasmio. En Europa, circulaban rumores de que Kuchlug era el mítico Preste Juan, y que estaba combatiendo a los musulmanes en el este.
Durante la Quinta Cruzada, mientras los cruzados fracasaban en el asedio a Damieta en 1221, los rumores de Preste Juan reaparecían con las noticias de las invasiones de Persia y Transoxiana por Gengis Kan, que sería Preste Juan o uno de sus descendientes. Hasta el papa Honorio III en 1224 declararía: "fuerzas desde el este vienen para rescatar la "Tierra Santa".
En 1220, los mongoles invadieron Persia, destruyendo el Imperio corasmio (parte de las tropas supervivientes se trasladaron a Egipto, arrebatando Jerusalén a los cristianos en el camino).[cita requerida] Pero Gengis Kan regresó a Mongolia, y Persia fue reconquistada por los musulmanes. En 1231, un ejército mongol mucho mayor arribó a Persia bajo el mando del general Chormaqan, que gobernó Persia de 1231 a 1241. En 1242, Baiju invadió el Reino Selyúcida gobernado por Kaikosru II. La conquista mongola fue valorada como positiva, ya que habían eliminado a un enemigo de la cristiandad.
Gengis Kan murió en 1227, y su Imperio fue dividido en cuatro kanatos, para sus otros tantos de sus hijos. La sección norte, conocida como Horda de Oro comenzó a invadir Europa vía Polonia y Hungría. La sección sudoeste, conocida como Ilkanato, bajo el mando de Hulagu Kan, continuó avanzando hacia Persia y Tierra Santa. Georgia, que era un reino cristiano, fue atacada varias veces comenzando en 1220, y en 1243 la reina Rusudan se rindió oficialmente a los mongoles, convirtiéndose Georgia en un Estado vasallo. Esta fue una práctica común en el Imperio mongol: cuando conquistaban nuevos territorios, absorbían a la población y a los guerreros al ejército mongol que después usarían para expandir el Imperio.

## Contactos del papa con los mongoles

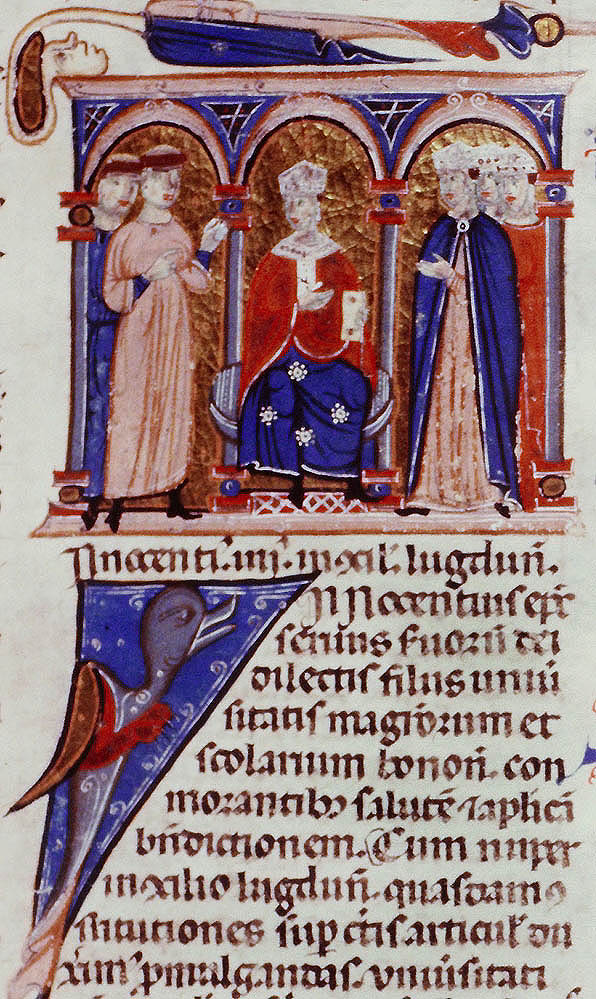
El papa Inocencio IV mandó enviados a Mongolia con el propósito de convertir a los mongoles al cristianismo.

Las Invasiones mongolas a Europa terminaron en 1242 con la muerte del Gran Kan Ogedei, sucesor de Gengis Kan. Sin embargo, las invasiones mongolas en el oeste desplazaron a los Jwarezmididas hacia Egipto, quienes tomaron Jerusalén a su paso en 1244. Esto causó que los reyes cristianos prepararan una nueva cruzada, decidida en junio de 1245 por el papa Inocencio IV en el primer Concilio de Lyon, y revivieron las esperanzas de que los mongoles, que tanta destrucción habían traído al islam, se convertirían en cristiano y en aliados de la Cristiandad.
En 1245, el papa Inocencio IV envió al Franciscano Giovanni da Pian del Carpine al «emperador de los Tártaros». Este mensaje inauguró lo que sería un patrón regular en las comunicaciones entre los mongoles y los cristianos El papa Inocencio le solicitaba que se convirtiera en cristiano y que parara las invasiones a Europa. El nuevo Gran Kan, Guyuk, le respondió al papa que viniera a Mongolia a rendirle homenaje como vasallo.

Tú debes decir con un corazón sincero: "Seremos tus súbditos; te daremos nuestra fuerza". Tú, en persona, deberás venir con todos tus reyes, sin excepción, a rendirnos homenaje y a prestarnos servicio. Solo así admitiremos tu sumisión. Y si no sigues la orden de Dios, te conoceremos como nuestro enemigo.
Carta del Gran Kan Guyuk Kan al papa Inocencio IV.

Este patrón se repitió una y otra vez durante las siguientes décadas. En 1245 Inocencio envió otro mensajero, el dominico Ascelino de Lombardía, a través de otra ruta, con cartas para el gran kan. Este mensajero se encontró con el comandante mongol Baiju cerca del mar Caspio en 1247. Baichu, que tenía planes de conquistar Bagdad, respondió positivamente a la posibilidad de una alianza, y mandó mensajeros a Roma, donde estuvieron por casi un año. Ellos se encontraron con el papa Inocencio, que otra vez pidió que detuvieran la matanza de cristianos.

## Séptima Cruzada: San Luis y los mongoles

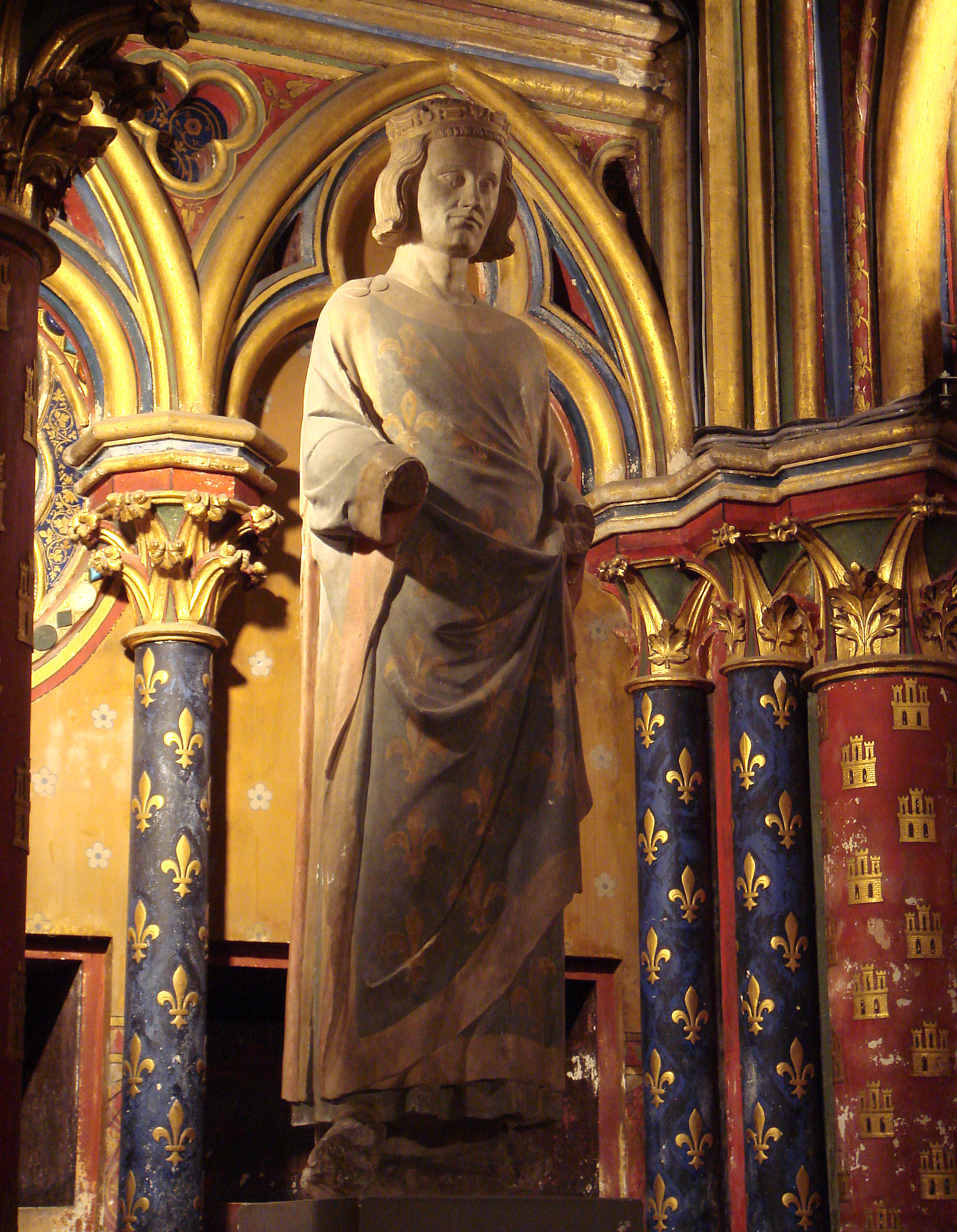
Estatua de Luis IX de Francia en Saint Chapelle, París.

Luis IX de Francia, también llamado San Luis, intercambió una serie de cartas con el líder mongol de esa época, y también participó en las cruzadas dos veces, una en 1248 y otra en 1270.
Sus contactos con los mongoles comenzaron en 1248 con la Séptima Cruzada. Después de que desembarcara en Chipre, Luis se entrevistó el 20 de diciembre de 1248 con dos enviados mongoles llamados Marc y David, que le entregaron cartas de Elijigidei, el gobernador mongol de Armenia y Persia. El historiador medieval Jean de Joinville cuenta acerca de esta situación:

mientras el rey estaba en Chipre, el Gran Rey de los Tártaros le envió mensajeros a el, saludándolo cortésmente, y diciéndole, entre otras cosas, que estaba listo para ayudarlo en la conquista de Tierra Santa para quitarle Jerusalén a los sarracenos. El rey recibió de buena manera esto, y le respondió enviándole mensajeros a Mongolia, que le llevaban un presente: una tienda con forma de capilla, y para tratar de convertir al rey al cristianismo, adornaron la tienda con imágenes de Nuestra Señora y de otros puntos de nuestro credo. Estas cosas se las llevaron al kan mongol dos frailes predicadores, que sabían árabe, para enseñarle en que debería creer.
.""The Memoirs of the Lord of Joinville", Chap. V, Jean de Joinville 